# 瓜拿納
瓜拿納，又名巴西香可可，英文Guarana（雙名法：Paullinia cupana）原產於巴西亞馬遜盆地，是無患子科泡林藤屬（保力藤屬）的爬藤植物。分布在巴西、祕魯、哥倫比亞、委內瑞拉等亞馬遜盆地區域，主要種植在巴西亞馬遜州的瑪瑙斯自治市和巴西東北部的巴伊亞州。

## 語源
瓜拿納的名稱（Guaraná）源自於十六世紀巴西濱海地區的原住民語言 tupi wara'ná。

## 描述
瓜拿納三葉、花小而白。果實含有大量的咖啡因，因其特殊的刺激成分被使用在製作糖漿、食品，再加工成飲料。果實有紅色的外殼，成熟時會露出白色的果肉和種子，外觀看起來像眼睛。
在葡萄牙，1990年代末期開始有人用它來製作飲料。

## 食用效果
瓜拿納是一種興奮刺激物質，可增加精神和肌肉強度的抵抗力、忍耐力，並減少運動和物理的疲倦。瓜拿納中的咖啡因和咖啡鹼所含有的黃嘌呤，能夠提供最快速並最穩定的思考。但是過多不當的攝取，會產生不良的副作用效果如失眠、易怒、心跳過快、心痛、身體依賴。

## 成分
瓜拿納含豐富的咖啡因、可可鹼、茶鹼等功能性物质。它是一種催情物質，有滋補的效用。也是一種收斂劑，是能沉澱組織內部蛋白質而促使組織皺縮的藥物，有消炎退腫的作用，可退熱、利尿及減緩身心疲劳，增強免疫力、抗氧化，預防肥胖，改善血壓
茶鹼和可可鹼有保護支氣管、抗炎和免疫調節作用，減緩老化過程，并抑制膽固醇在動脈的沉澱，使身體有更好的血液流動。（KUSKOSKI等人，2005）。
瓜拿納的使用增加每日能量消耗和降低食欲，維持血液中穩定的血糖指數中，來避免肥胖。
它含有豐富的兒茶素，它是抗自由基，具有抗氧化作用，是預防衰老的物质。

## 飲料
瓜拿納糖漿的生產過程開始於1905年的巴西，由里約熱內盧州雷森迪市的醫生Luiz Pereira Barreto所製作。在1906年由南里奧格蘭德州聖瑪利亞的製造商F. Diefenthaller所發行。Guaraná Cyrilla（拉丁文 lord）是一種新型飲料，強調苦澀所以並不是非常為人所知。
金車股份有限公司曾於1980年代初期推出瓜拿納口味的碳酸飲料「普拉瑪瓜拿納」。先前台灣飲料品牌黑松沙士出品添加瓜拿納萃取物的口味，除增加風味外，命名為「Energy」暗示能夠提神。另外Guara酷拿飲料也是巴西瓜拿納成份的飲料，曾在台灣推出。

## 用途
瓜拿納常用於作碳酸飲品或能量飲品裡的甜味劑，但亦是草本茶飲品的成份，又或以膠囊的形式出現。一般來說，南美洲地區的咖啡因來源都普遍來自此植物，而非咖啡豆。

## 照片集

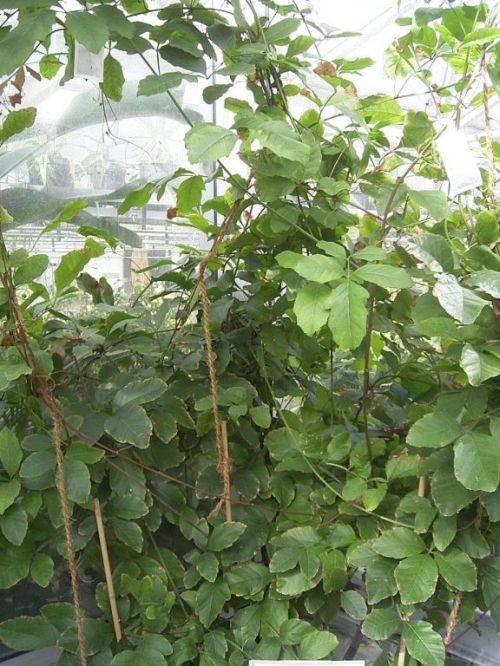
植株
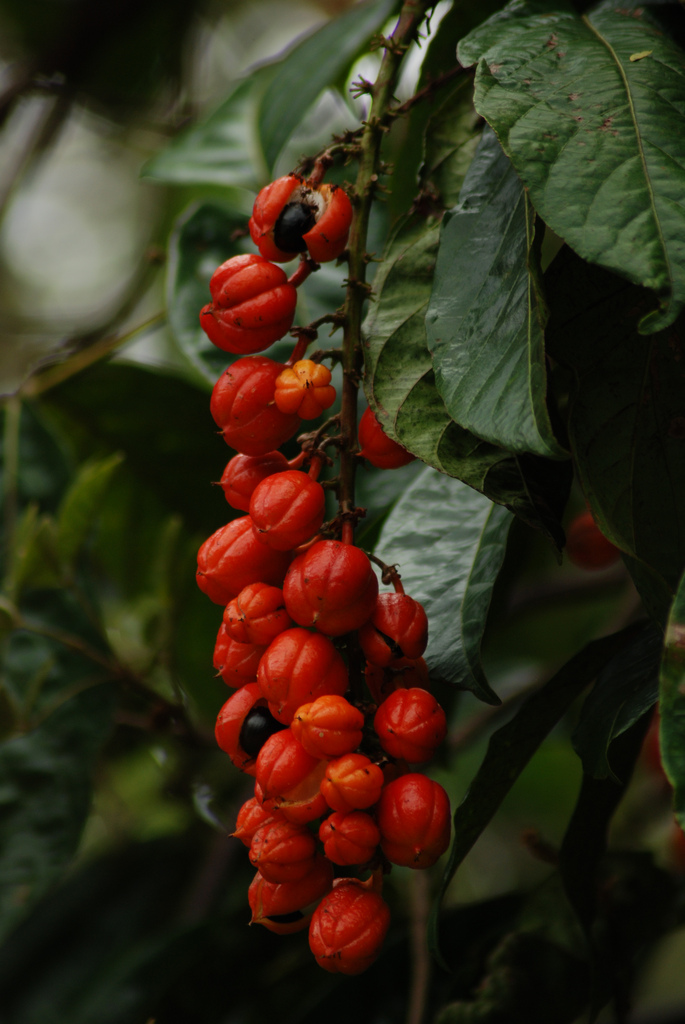
果
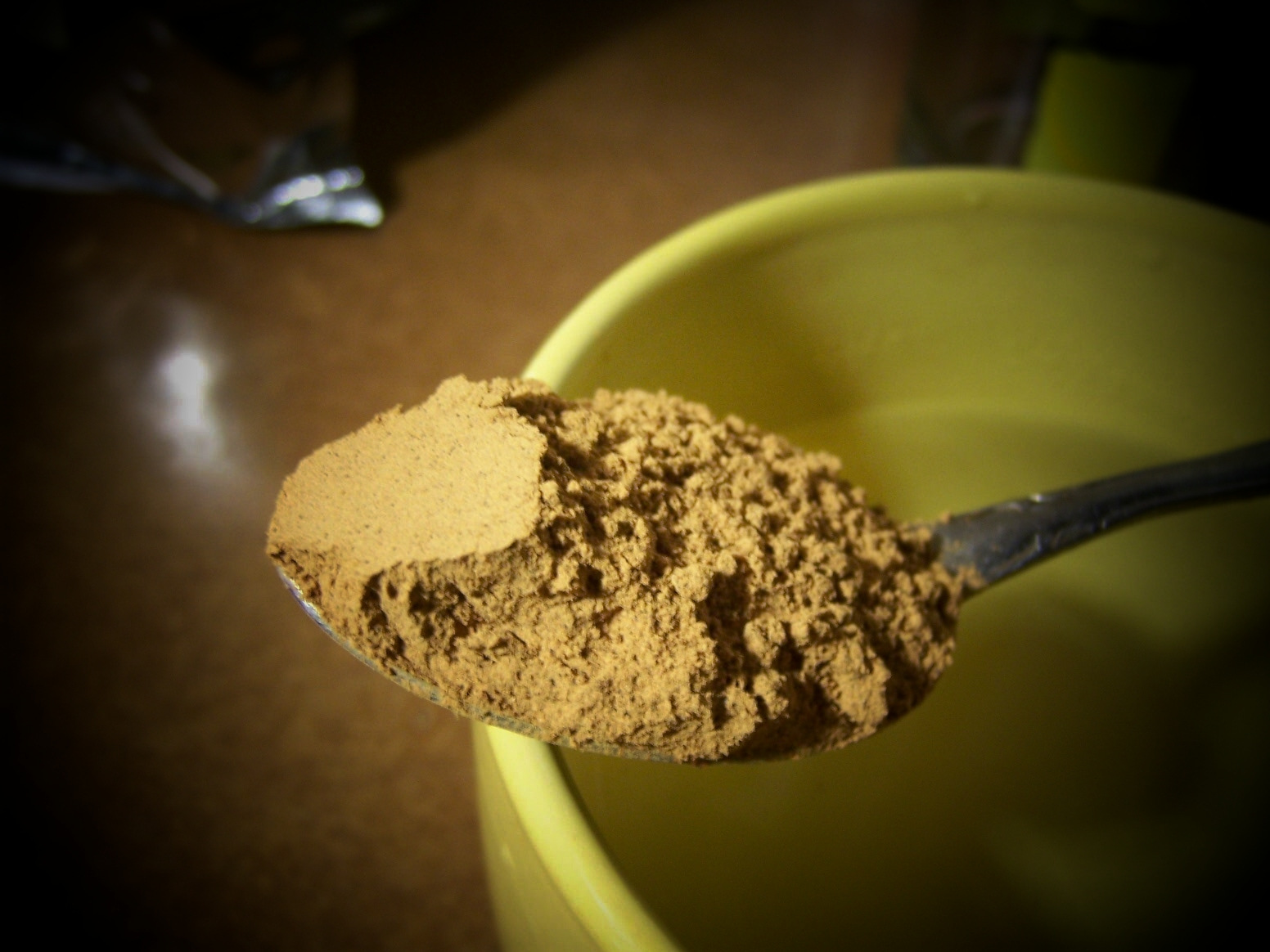
瓜拿納籽粉
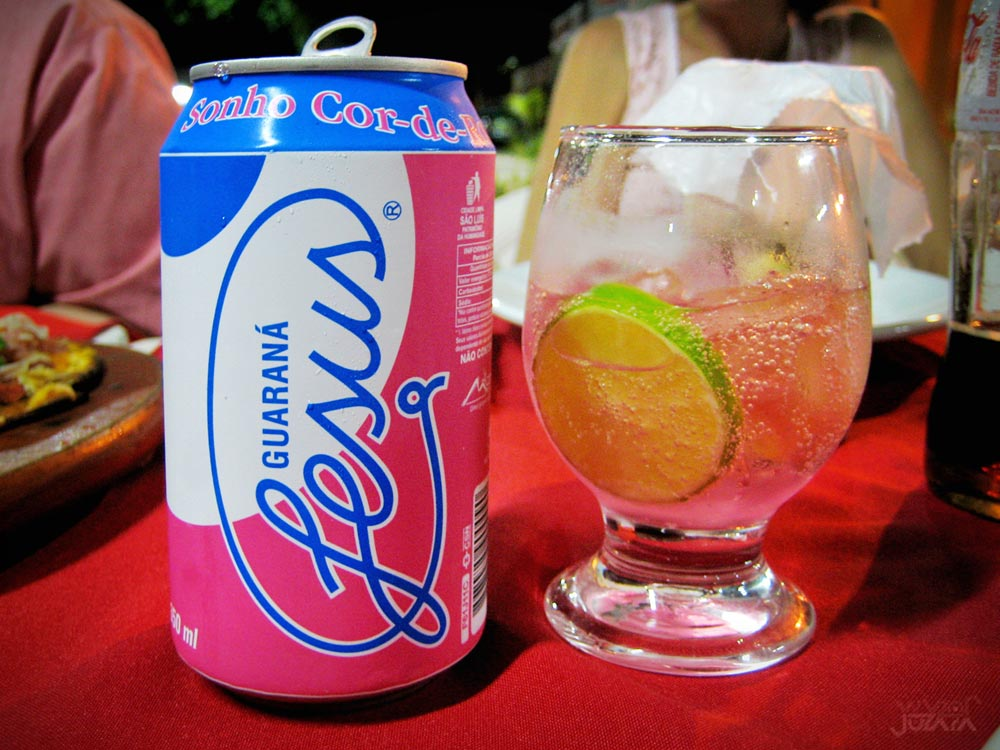
碳酸飲料